# Setidium obtectum
Setidium obtectum är en svampdjursart som beskrevs av Schmidt 1879. Setidium obtectum ingår i släktet Setidium och familjen Scleritodermidae.
Artens utbredningsområde är havet kring Kuba. Inga underarter finns listade i Catalogue of Life.